# ماريا جين هايد
ماريا جين هايد (بالإنجليزية: Maria Jane Hyde)‏؛ مغنية بريطانية، ولدت في 1969 في لندن في المملكة المتحدة.